# Jam Master Jay Records

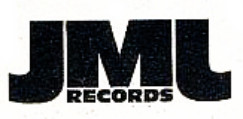
Logo of JMJ Records, launched in 1989

Jam Master Jay Records foi uma gravadora de Hip-Hop estadunidense. Nasceu em Nova Iorque em 1999 quando assinou contrato para gravações de grandes nomes do Rap.